# 国务院金融稳定发展委员会
国务院金融稳定发展委员会，简称国务院金融委，是已撤销的国务院议事协调机构，以推进金融稳定发展。

## 沿革
1997年召开的中央金融工作会议确立了对金融业实行分业监管。中国证监会、中国保监会分别负责证券业、保险业的监管，中国人民银行负责银行业、信托业的监管。2002年召开的中央金融工作会议撤销中央金融工委，成立中国银监会。“一行三会”分业监管模式就此定型。
但是，分业监管模式的弊端也很明显，该监管模式按机构监管，容易因协调不足导致监管短板。为此，2013年8月15日国务院批复同意建立协调机制——“金融监管协调部际联席会议”制度，联席会议由中国人民银行牵头，成员单位有银监会、证监会、保监会、外汇局，必要时可邀请发展改革委、财政部等部门参加，原则上每季度召开一次会议，以便加强协调监管、促进信息沟通。但该制度后来被市场视为“流于形式”，因为未赋予牵头部门实权，联席会议实际上仅起到监管部门之间沟通信息的作用，并无行政约束力。
2017年7月14日至15日，全国金融工作会议在北京召开。中共中央总书记习近平在会上强调，“金融是国家重要的核心竞争力，金融安全是国家安全的重要组成部分，金融制度是经济社会发展中重要的基础性制度。”这是在经济全球化背景下、在实现“两个一百年”目标过程中，对金融作出的新定位。会议提出，“设立国务院金融稳定发展委员会，强化人民银行宏观审慎管理和系统性风险防范职责，落实金融监管部门监管职责，并强化监管问责”。会议还明确提出监管模式改为“功能监管、行为监管”，这标志着此前的“机构监管”将被取代。国务院金融稳定发展委员会负责协调中国人民银行、中国银监会、中国证监会、中国保监会、外汇局、发展改革委、财政部等金融、财政部门。
2017年11月8日新华社报道，日前经中共中央、国务院批准，国务院金融稳定发展委员会成立，并召开了第一次全体会议，学习贯彻中共十九大精神，研究部署相关工作，主任马凯讲话。
2023年，根据中共中央印发的《党和国家机构改革方案》不再保留国务院金融稳定发展委员会及其办事机构。将国务院金融稳定发展委员会办公室职责划入中央金融委员会办公室。

## 职责
- 落实党中央、国务院关于金融工作的决策部署；
- 审议金融业改革发展重大规划；
- 统筹金融改革发展与监管，协调货币政策与金融监管相关事项，统筹协调金融监管重大事项，协调金融政策与相关财政政策、产业政策等；
- 分析研判国际国内金融形势，做好国际金融风险应对，研究系统性金融风险防范处置和维护金融稳定重大政策；
- 指导地方金融改革发展与监管，对金融管理部门和地方政府进行业务监督和履职问责等[11]。

## 组成人员
| 2017年成立时的组成人员是： 主任 - 马凯（国务院副总理） 副主任 （不详） 成员 （不详） | 2018年调整后的组成人员是： 主任 - 刘鹤（国务院副总理） 副主任 - 易纲（人民银行行长） - 丁学东（国务院常务副秘书长） 成员 - 郭树清（银保监会主席、人民银行副行长） - 易会满（证监会主席） - 潘功胜（人民银行副行长、外汇管理局局长） - 韩文秀（中央财办副主任） - 连维良（发展改革委副主任） - 刘伟（财政部副部长） |

## 办事机构
国务院金融稳定发展委员会的办事机构是国务院金融稳定发展委员会办公室，设在中国人民银行。历任主任、副主任是：

| 主任 - 周小川（2017年11月－2018年，人民银行行长兼） - 易纲（2018年－，人民银行行长兼） | 副主任 |